# Південноазербайджанська Вікіпедія
Південноазербайджанська Вікіпедія (південноазер. تورکجه ویکی‌پدیا) — розділ Вікіпедії південноазербайджанською мовою. Створена у 2015 році. Південноазербайджанська Вікіпедія станом на 24 березня 2025 року містить 243 990 статей, 54 873 зареєстрованих користувачів, 110 активних дописувачів, 4 адміністраторів
. Загальна кількість сторінок в південноазербайджанській Вікіпедії — 578 682, редагувань — 1 570 826, завантажених файлів — 459
. Глибина (рівень розвитку мовного розділу) південноазербайджанської Вікіпедії дуже мала і становить лише 5.1 пунктів
. 

## Історія
- Серпень 2015 — створена 5 000-на стаття[3].